# Алькор ХТ-12
Алькор ХТ-12 (Алькор-5214-0000010) — российский троллейбус компании «Алькор», права на разработку которого оспариваются вологодским производителем «Транс-Альфа».

## История
В 2021 году в Краснодаре на базе МУП «КТТУ» сотрудниками компании «Алькор» запущена кустарная сборка несертифицированного троллейбуса под видом капитально-восстановительного ремонта троллейбуса модели «ЗиУ 682В». Новый троллейбус был готов в апреле того же года, его выпустили на тестовую обкатку по маршруту № 7, но через некоторое время сняли с линии в связи с отсутствием сертификации и уголовным делом в отношении владельца «Алькор». В конце ноября 2021 года Росстандарт выдал сертификат на троллейбус «Алькор». В ходе проведенной Следственным комитетом России проверки установлена фальсификация протоколов испытаний троллейбуса «Алькор» в Белоруссии, послуживших основанием для выдачи ОТТС. Материалы на прекращение действия ОТТС направлены в Росстандарт.
В феврале 2022 года в парк АО «Электротранспорт города Мурманска» поступил троллейбус «Алькор». Машина закуплена за счет средств субсидии из областного бюджета.
По запросу регионального управления ФСБ специалисты НАМИ произвели исследование троллейбуса «Алькор», по результатам которого его эксплуатация была приостановлена в связи с «угрозой жизни и здоровья граждан». Следственное управление УМВД по городу Мурманск возбудило уголовное дело в отношении работников ООО «Алькор», которые совершили хищение денежных средств АО «Электротранспорт г. Мурманска» при поставке заведомо небезопасного троллейбуса.
Декабрь 2024 в городе Мурманск троллейбус вышел на работу.

## Технические характеристики
Кузов двухосный, с тремя дверями для входа-выхода пассажиров. Наружная обшивка крыши выполнена из оцинкованного цельнотянутого стального листа. Овалы крыши, обшивка бортов, передка и задка выполнена стеклопластиковыми панелями. Пол низкий по всей длине салона, ступенек нет. Напротив средней двери имеется накопительная площадка для стоящих пассажиров, на которой также возможно размещение инвалидной или детской коляски. Троллейбусы выпускаются с электронной системой управления и транзисторно-импульсным преобразователем. Компрессор винтовой с асинхронным двигателем в моноблочном исполнении. Привод дверных механизмов электропневматический, безопасный, с функцией противозащемления.
Троллейбусы оборудованны функцией понижением пола (книлингом), системой автоматического штангоулавливания с обеспечением работоспособности штангоуловителями во всем диапазоне отклонений от контактной сети, дублирующие сигналы поворота сверху на заднем борту, кондиционером в кабине с возможностью изменения направления потока воздуха, кондиционер в салоне с функцией приточной вентиляции и распределением воздуха по салону, электрообогрев лобового стекла, в том числе зоны щеток и обдувом, с тонированной полосой сверху, устройство для установки флажков справа и слева в передней части крыши.